# Château de Valangin
Bâti sur un promontoire rocheux en amont des gorges du Seyon, le château de Valangin est la résidence des seigneurs de Valangin du milieu du XIIe au XVIe siècle, période durant laquelle l'ensemble bâti connaît un important développement. Rattachée à la seigneurie de Neuchâtel en 1592, la forteresse perd son importance et connaît près de trois siècles de déclin. À la fin du XIXe siècle, les bâtiments subsistants sont remis en état et convertis en musée, une fonction qui perdure actuellement.

## Histoire et développement du château

### Le premier château (XIIesiècle)
Le château n’apparaît dans les textes qu’en 1296, mais de nombreux indices laissent présumer une occupation plus ancienne. Vers l’an mil, le Val-de-Ruz, qui appartenait au Royaume de Bourgogne et d’Arles, pourrait avoir constitué une vicairie, dont le siège aurait été situé dans le village de Saules et l’église paroissiale à Engollon,.
Cent cinquante ans plus tard, alors que le royaume des Rodolphiens n’est plus qu’un souvenir, le Val-de-Ruz est devenu une seigneurie dont les premiers détenteurs se réclamant de Valangin sont Renaud et son fils Guillaume à l’occasion d’une donation foncière faite à l’abbaye de Fontaine-André vers 1143. On peut donc faire remonter l’origine du château à la première moitié du XIIe siècle, voire au XIe siècle, bien que le lieu-dit Valangin soit bien plus ancien,,.
De ce premier château situé au sommet de la colline rocheuse, il ne reste que quelques tronçons de murs noyés sous les reconstructions gothiques et quelques fragments architecturaux trouvés lors de fouilles archéologiques. Ces vestiges permettent toutefois de rapprocher Valangin de l’habitat seigneurial fortifié des XIe et XIIe siècles : une tour rectangulaire (de 9.7 x 7 m.), une aile résidentielle et divers bâtiments utilitaires. Bien visible à la ronde, l’ensemble est situé en hauteur et protégé par une enceinte,.

Le château de Valangin vu depuis le sud (eau-forte de Gabriel Lory, BNS)

### La résidence seigneuriale (XIIIe–XIVesiècles)
Le château semble passer aux mains des comtes de Neuchâtel avant 1218, puis de différentes branches issues de cette famille, dont les seigneurs d'Aarberg dès 1251. À la mort d'Ulrich 1er d'Aarberg, en 1276, Valangin est détaché du comté d'Aarberg et attribué à trois de ses fils, Thierry, Ulrich II et Jean 1er, fondateur de la branche Aarberg-Valangin, une famille vassale de l'évêque de Bâle, rivale des comtes de Neuchâtel, mais proche de la future bourgeoisie locale dont elle va favoriser l’essor. La nouvelle importance du château se traduit par la construction durant le dernier tiers du XIIIe siècle, d’une puissante tour-salle de quatre niveaux qui sert à la fois d’habitation et de donjon défensif, précédée d’une cour correspondant probablement à l’ancienne enceinte romane. Peu après, à la fin du siècle, les seigneurs de Valangin tentent de développer une première fondation urbaine, la Bonneville, à proximité de l’église Saint-Pierre d’Engollon et sous la protection de l’évêque de Bâle. La première mention explicite du château remonte ainsi au 6 janvier 1296 (« li chastels de Valangins ») : les seigneurs Jean Ier et Thierry d'Aarberg résignent temporairement leurs possessions du Val-de-Ruz à l'évêque ; en échange, ce dernier s'engage à construire une tour et forteresse sur la « roche rouge », un lieu non identifié aujourd’hui. La réaction pour le moins vigoureuse du comte Rodolphe IV de Neuchâtel (Rollin) mettra un terme à ces projets, jusqu’à la fondation d’un nouveau bourg vers 1334, au pied du château cette fois,.

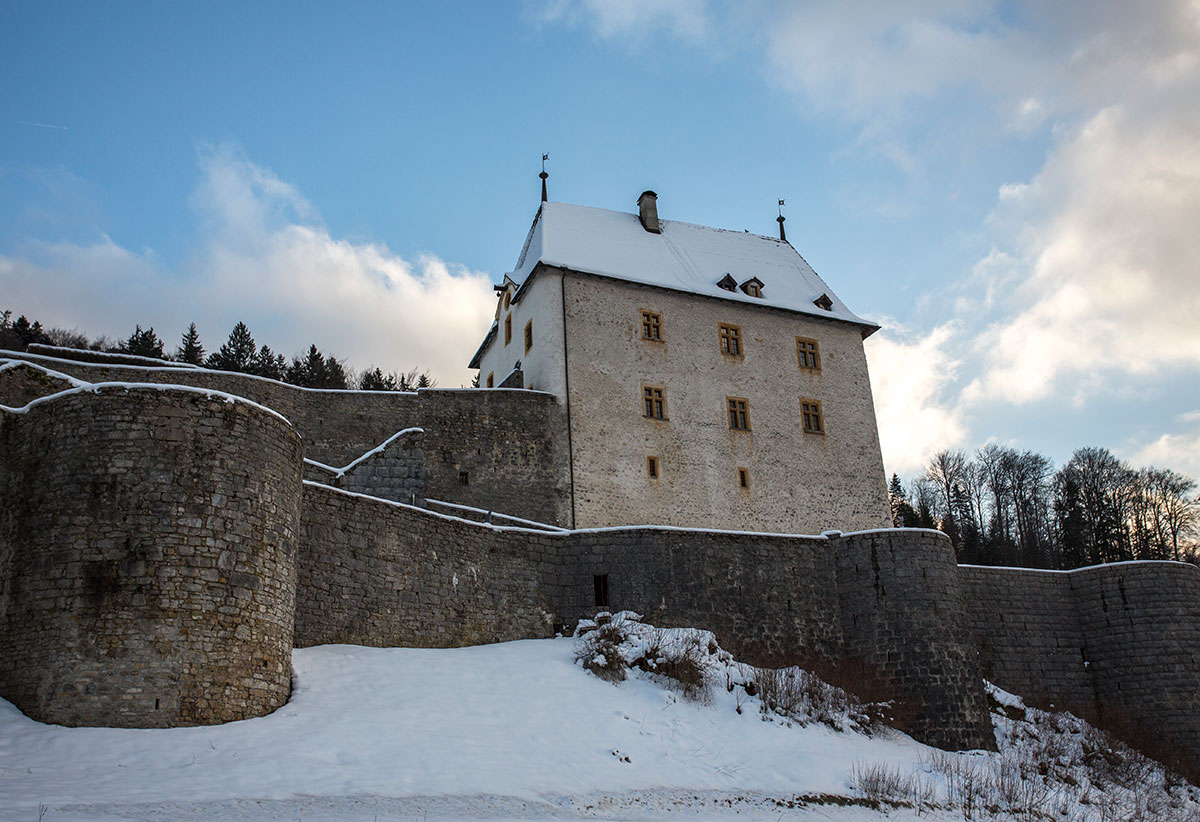
Façade occidentale (2013)

Édifié sur un éperon rocheux surplombant le lit encaissé du Seyon, le château bénéficiait de défenses naturelles que l’on s’est contenté à cette époque d’accentuer par des ouvrages de maçonnerie. Au sommet de la butte, une première enceinte précède la tour-salle et correspond aux limites du réduit seigneurial. Des ouvertures de tir étroites ainsi qu’au moins une véritable archère équipaient la base de la tour et une partie de l’enceinte. En contrebas en direction du bourg, une basse-cour était entourée d’un mur particulièrement épais dominé par une solide tour quadrangulaire (la tour Prisonnière) depuis le milieu du XIVe siècle. Cette dernière semble avoir été bâtie dans un premier temps en avant de l'enceinte castrale pour contrôler et protéger le jeune bourg en contrebas, avant d'être englobée dans la muraille de la basse-cour (re)bâtie un peu plus tard. On accédait à cette dernière par un système de fossés secs et de portes à pont-levis assurant l’adextrement de l’assaillant,,.

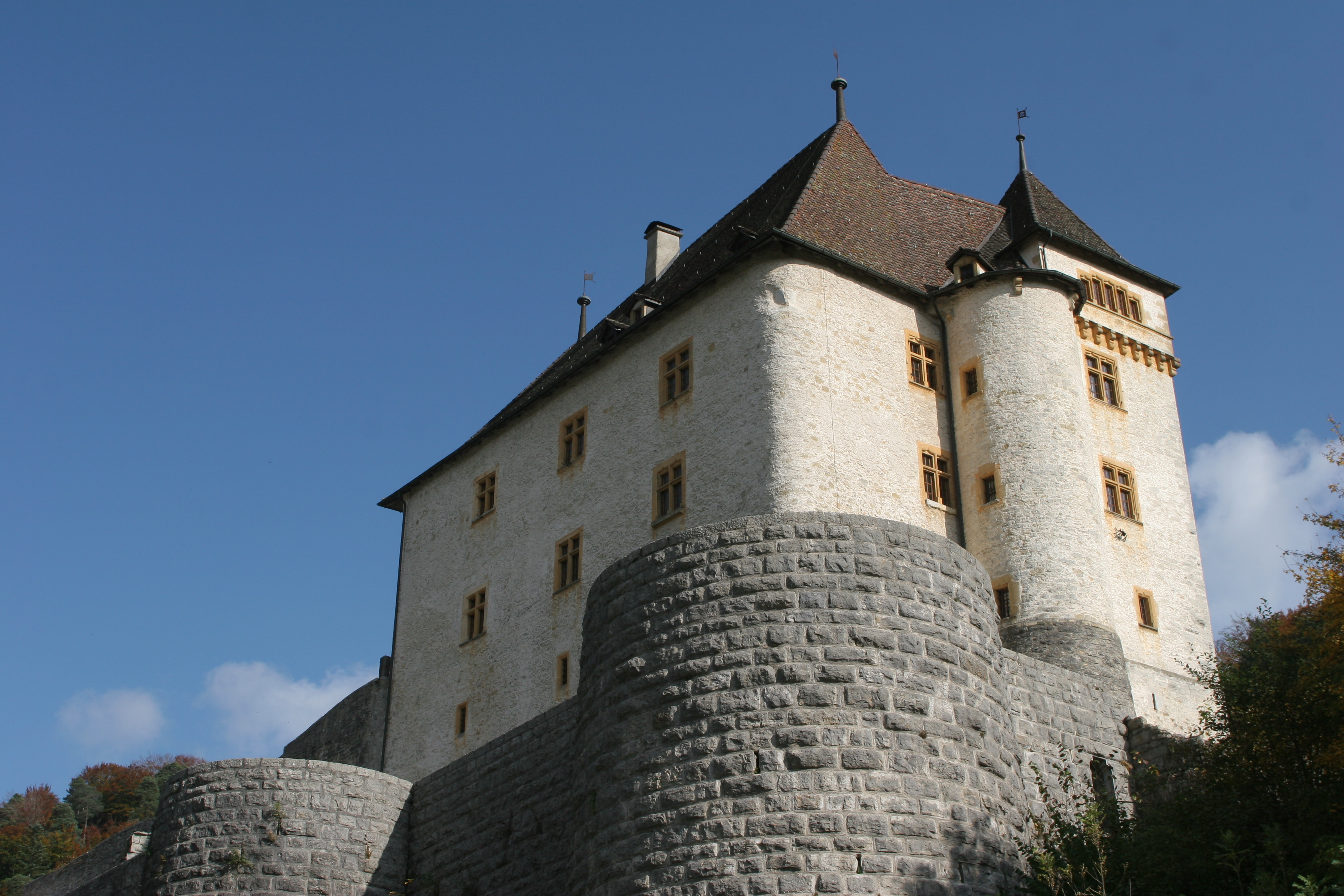
Façades ouest et sud

À cette époque le donjon résidentiel comprend quatre niveaux non voûtés subdivisés en deux parties inégales par un mur de refend. La partie inférieure dotée d’étroites ouvertures semble avoir été conçue comme un espace de stockage et de défense. Les 1er et 2e étages, reliés par un escalier à vis logé dans l’angle de la tour, devaient constituer le cœur du logement seigneurial, éclairé par de petites fenêtres à meneau et accueillant en particulier la porte d’entrée de la tour, la grande salle, la chambre seigneuriale et la cuisine. Le dernier niveau, sous la charpente, constituait un espace de grenier, de guet et de défense comme l’atteste la présence ancienne de petites échauguettes situées aux angles,,.

### Le siège d’une petite cour (XVe–XVIesiècles)
Au cours du XVe siècle, la généralisation de l’artillerie à boulets de fer, l’urbanisation du mode de vie seigneurial et l’ambition de Guillaume d’Aarberg-Valangin, qui pense son château comme le siège d’une petite cour susceptible de rivaliser avec celle des comtes de Neuchâtel, sont à l’origine d’importantes transformations,,,.

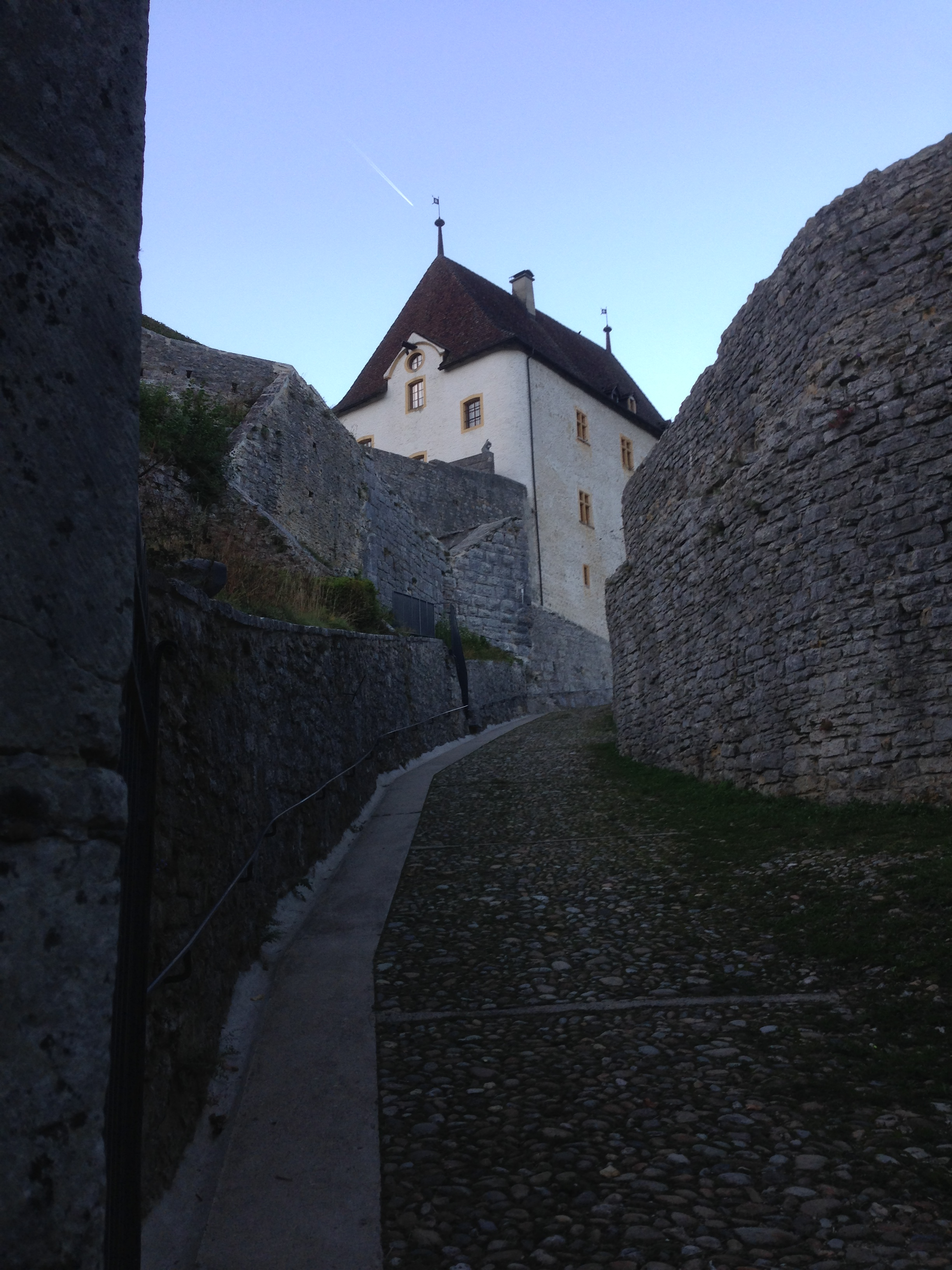
L'accès au château depuis le bourg (2018)

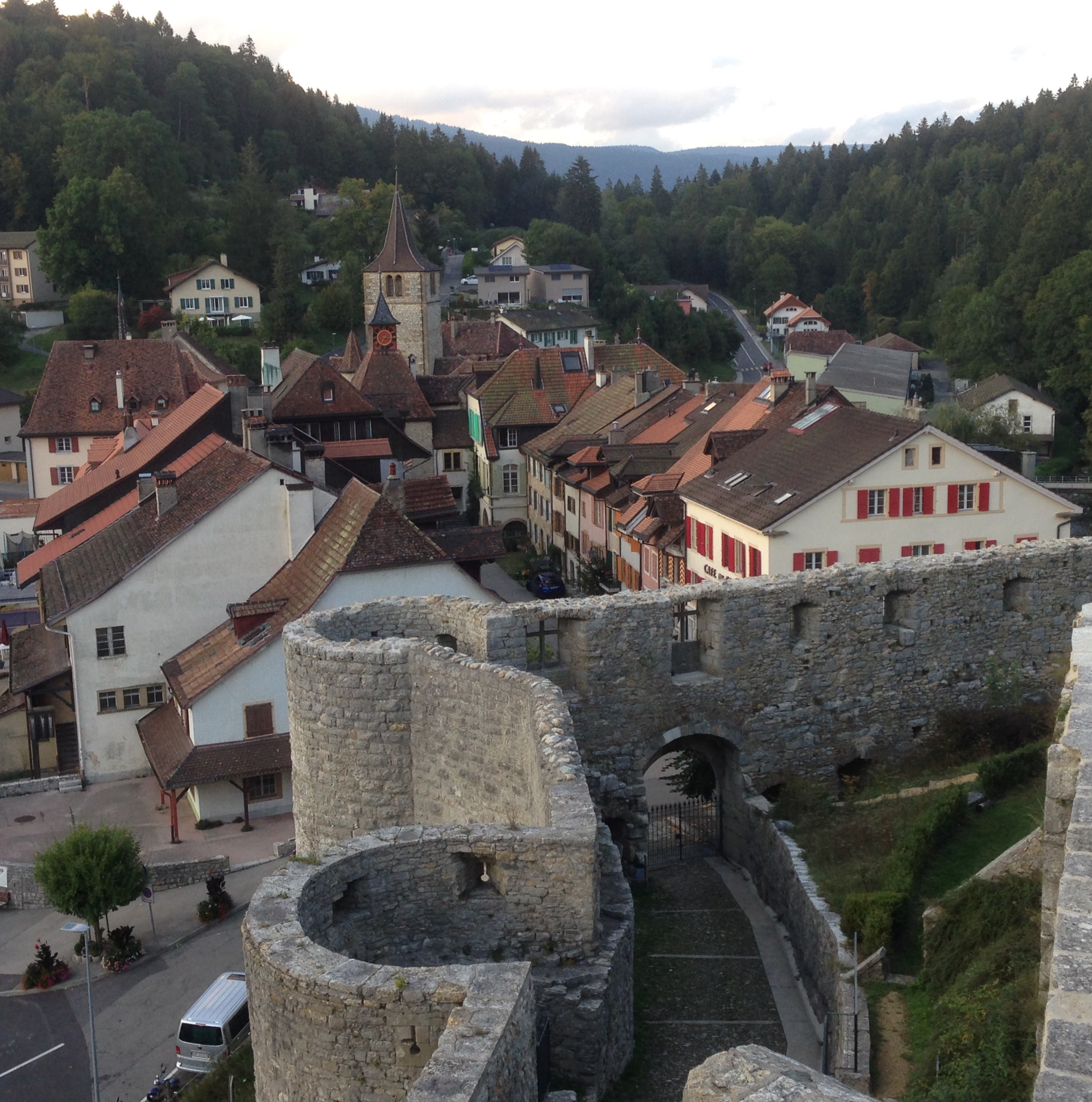
Des liens étroits entre le château et son bourg (2018)

En matière de défense, les seigneurs d’Aarberg-Valangin se préoccupent de la modernisation de leur forteresse vers 1430 déjà, mais le projet reste sans suite durant une vingtaine d’années. À partir de la seconde moitié du siècle, le château est doté par étapes d’une enceinte extérieure (brayes ou fausses-brayes) équipée de onze tours demi-circulaires ouvertes à la gorge, percées de meurtrières et reliées ponctuellement par des aménagements souterrains. Au sud, une porte charretière et une porte piétonne précédées d’un pont-levis enjambant un fossé ouvraient en direction du pont sur le Seyon, à proximité duquel, en 1477, des ouvriers travaillent à la construction d’une nouvelle chapelle qui se situait sur un promontoire. Au nord, cette nouvelle ceinture défensive relie les enceintes du château et du bourg, qui communiquent alors directement par un passage fortifié, le bourg étant lui-même doté d’une nouvelle tour-porte à cette époque. Héritier de la seigneurie, René de Challant, également maréchal, puis lieutenant-général de Savoie, engage en 1552 des dépenses élevées pour reconstruire le mur qui sépare actuellement le château du bourg.
Protégée par ces nouveaux aménagements, la partie résidentielle du château, formée à l'origine de la seule tour-salle, va alors s'ouvrir par de grandes fenêtres à croisée, se complexifier et s'étendre. Alors qu’un inventaire atteste l'existence d'une dizaine de pièces en 1429, on en compte déjà une trentaine en 1517.
La cour du réduit seigneurial située devant la façade nord de la tour va ainsi être progressivement occupée par de nouvelles constructions. Durant la première moitié du XVe siècle, un nouveau bâtiment accueillant en particulier la grande salle et la « chambre de Monseigneur » est bâti. À la mort de Claude d’Aarberg en 1517, sa veuve Guillemette de Vergy complète ce corps de bâtiment par un vaste ensemble (« le maisonnement neufz ») comprenant poile, grande cuisine, fours, chambres et galeries. Cette aile hétéroclite a disparu lors d’un incendie en 1747,,,.
Dans la tour, le surcreusement et le voûtement du niveau inférieur, qui accueille alors un vaste cellier, vont permettre l’aménagement de nouveaux murs de refends aux étages, suivis de la construction au début du XVIe siècle d’une extension en forme de tour surmontée d’un petit poêle conçu comme un belvédère d'agrément. Le rez-de-chaussée et le premier étage de la tour et de son annexe abritent alors les deux appartements seigneuriaux composés chaque fois d'une chambre à coucher, d'une garde-robe, de latrines et d'un poêle précédés de locaux domestiques (petite cuisine, poêles, chambres). Le sous-sol renferme une cave à vin et un pressoir (en rapport avec l’importance des possessions viticoles des seigneurs de Valangin au bord du lac de Neuchâtel), et les combles un grenier. L'ancienne cour est alors entièrement occupée par une vaste cuisine voûtée et ses dépendances, par la grande salle et ses annexes ainsi que par la chapelle castrale ; granges et écuries sont désormais reléguées dans la basse-cour et au niveau du « maisonnement de la porterie », des constructions qui jouxtent la porte ouvrant sur le bourg. Il faut rappeler qu’à l'exception des chambres seigneuriales bien individualisées, toutes les locaux et les couloirs accueillaient des couchettes, destinées aux domestiques et aux visiteurs, témoignant d’une organisation domestique entièrement tournée vers les besoins de la fonction seigneuriale et de ses représentants. Au milieu du XVIe siècle, René de Challant poursuit et développe les travaux entrepris par sa mère et un inventaire de 1566 rappelle qu’à son décès, le château comportait de très nombreuses pièces et un riche mobilier,,,,.

### Trois siècles de latence (XVIe–XIXesiècles)

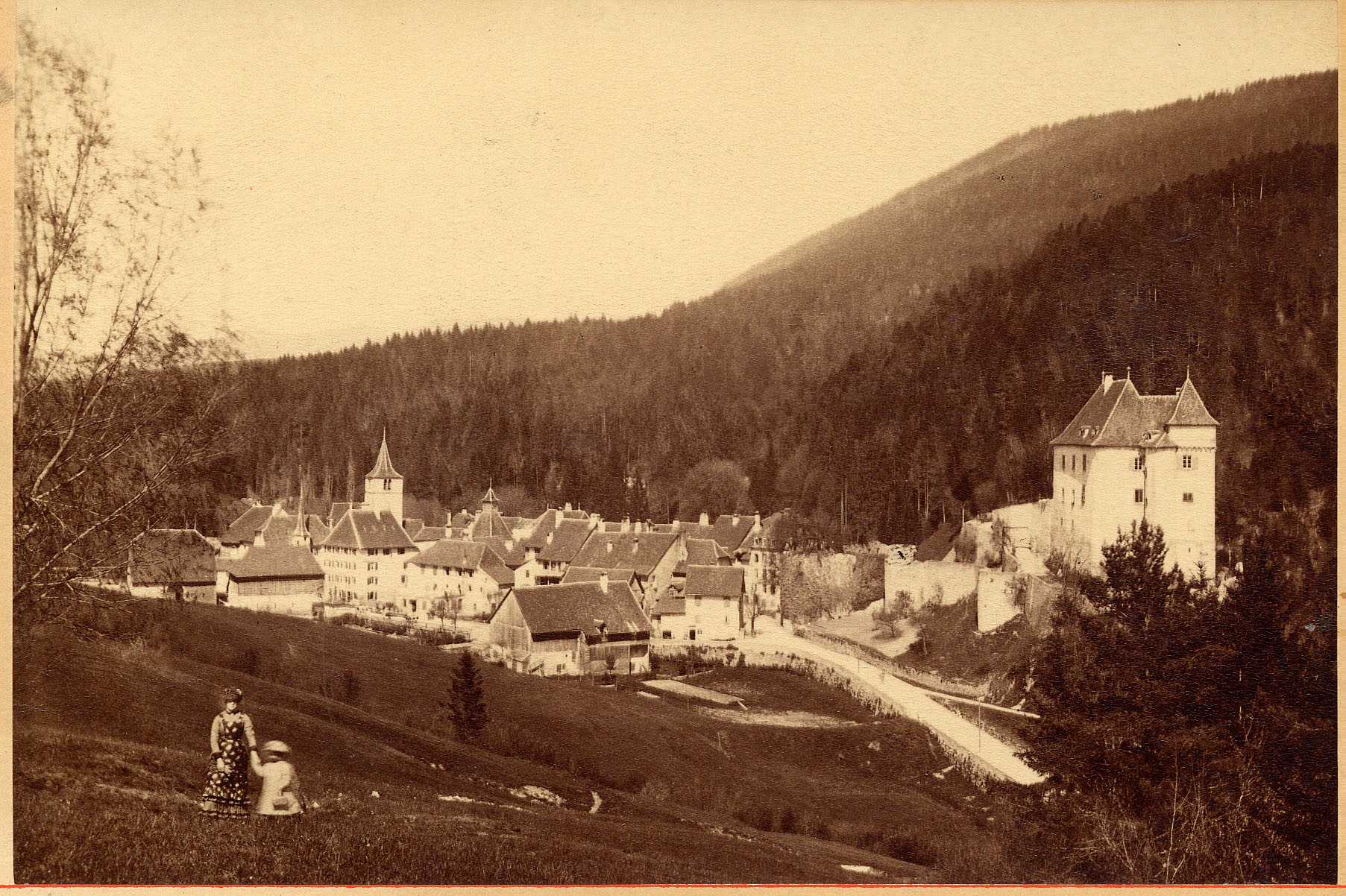
Vue générale du château et du village de Valangin en 1893.

La mort de René de Challant en 1565 correspond à la fin d'un formidable élan constructif et à l'extension maximale du château. Peinant à s’entendre, ses héritiers précipitent la chute de la seigneurie de Valangin qui est cédée aux comtes de Neuchâtel en 1592. Le château parvient toutefois à traverser les siècles suivants grâce à la permanence des droits féodaux qui lui sont attachés, ne bénéficiant toutefois plus que de travaux d’entretien épisodiques et strictement nécessaires. La tour qui s’écroule en 1601 n’est que sommairement rebâtie, alors que la multiplication des brèches et l’effondrement d’autres tours, en 1701 et 1713 conduisent à l’arasement d’une partie de l’enceinte.
Au milieu du XVIIIe siècle, le prince de Neuchâtel, Frédéric II, roi de Prusse, cherche à se débarrasser de la plupart des châteaux seigneuriaux neuchâtelois dont il a hérité et qu’il juge désuets et coûteux à entretenir. Valangin figure parmi les objets à vendre, mais le château se découvre d’ardents défenseurs au sein de la Bourgeoisie du Val-de-Ruz et des Montagnes neuchâteloises ; il est en effet le siège du Tribunal des Trois-États de Valangin et représente à ce titre le dernier vestige d’une autonomie locale en voie de disparition. Au terme de longues démarches, un accord entre les parties permet d’entreprendre une remise en état minimale de l’ensemble, mais comble de malchance, ces travaux sont à l’origine d’un incendie accidentel qui ravage en 1747 tous les bâtiments à l’exception de la grande tour gothique. Un nouveau chantier s’engage entre 1769 et 1772, conférant au château l’essentiel de sa silhouette actuelle : la partie nord est remplacée par une terrasse plantée d’arbres, alors que le corps de bâtiment sud est abaissé d’un niveau et doté d’une façade neuve ; l’intérieur fait l’objet d’un réaménagement sommaire. La tour Prisonnière est finalement démolie en 1789. Désormais, habité par un capitaine et châtelain, le château est bientôt remis à un simple concierge, puis à un geôlier. Le château sert de tribunal jusqu’en 1848 et de prison jusqu’en 1894, ce dont témoignent encore deux cachots et une cage de bois,.

### La Société d’histoire et d’archéologie pour châtelain (XIXe–XXesiècles)

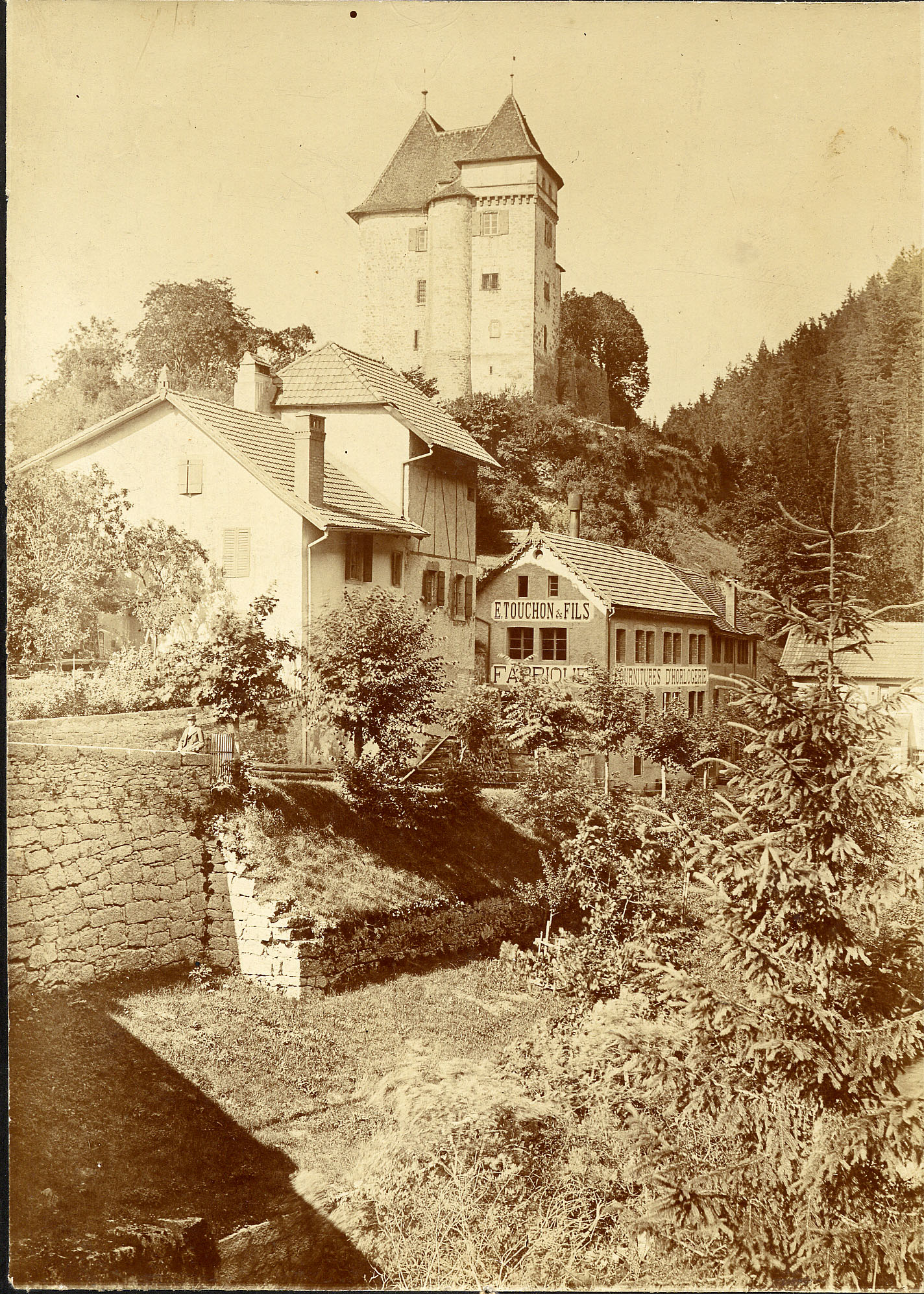
Vue du château de Valangin en 1893, soit avant sa transformation. Présence en contrebas de la fabrique de fournitures d'horlogerie

Au cours de la seconde moitié du XIXe siècle, la réorganisation administrative du nouveau canton de Neuchâtel prive la localité de son statut de chef-lieu de district et fait resurgir la question de l’avenir du château : faut-il le vendre, le démolir ou le laisser se dégrader ? Valangin est alors le seul château neuchâtelois d’origine médiévale à avoir échappé à la privatisation autant qu’à une lourde reconversion. Dans un élan de patriotisme et de prise de conscience patrimoniale, la Société d’histoire et d’archéologie se laisse séduire par le potentiel de réhabilitation et la dimension emblématique de l’édifice et va s’attacher à le sauver et le mettre en valeur. En 1894, l’État lui cède la jouissance du site en contrepartie de l’établissement d’un musée régional. De 1896 à 1898 d’abord, en 1900 et de 1905 à 1916 finalement, les membres de cette société érudite enchaînent les campagnes de restauration sous l’égide des architectes Léo Châtelain, Jean Béguin et Louis Reutter. Il leur faudra de nombreuses années et beaucoup d’efforts pour meubler les salles et se défaire de l’impression d’abandon que dégage le château au début du XXe siècle. Le château et son enceinte sont mis sous protection au titre de monument historique en 1905.
De leur côté, les pouvoirs publics s'occupent des travaux de déchargement des murs et de consolidation de l’enceinte en 1900 d’abord et de 1905 à 1916 ensuite. L’intendant des bâtiments de l’Etat, Charles-Henri Matthey, et son équipe se chargent également des fouilles archéologiques qui accompagnent désormais toute intervention sur le site ; elles mettent au jour des structures et des objets de natures variées et permettent d’approfondir les connaissances sur l'histoire du site. Malgré une muséographie qui s'est adaptée au fil des décennies, c’est ce château mis en scène au début du XXe siècle que nous visitons aujourd’hui encore,.
De 1994 à 1996, un nouveau chantier permet de moderniser l’accès au château et de sécuriser les collections. Un concours d’architecture prime le projet du bureau GD architectes qui propose de dissimuler la nouvelle entrée derrière un nouveau mur composé d’un monumental appareil de pierre, alors qu’une réserve d’eau et un abri pour les biens culturels sont enfouis sous la terrasse,,. En été 2020 est inauguré un jardin d’inspiration médiévale qui s’étend sur quelque 8 000 mètres carrés en terrasses et qui s’articule en neuf thèmes émanant de la littérature et de la botanique médiévales.